# Douăzeci și cinci de lei (monedă românească)
Douăzeci și cinci de lei a fost o monedă a leului românesc și a fost emisă pentru prima dată în 1906, în timpul domniei regelui Carol I, cu ocazia aniversării a 40 de ani de domnie a acestuia.

## Istorie

### 25 lei 1906

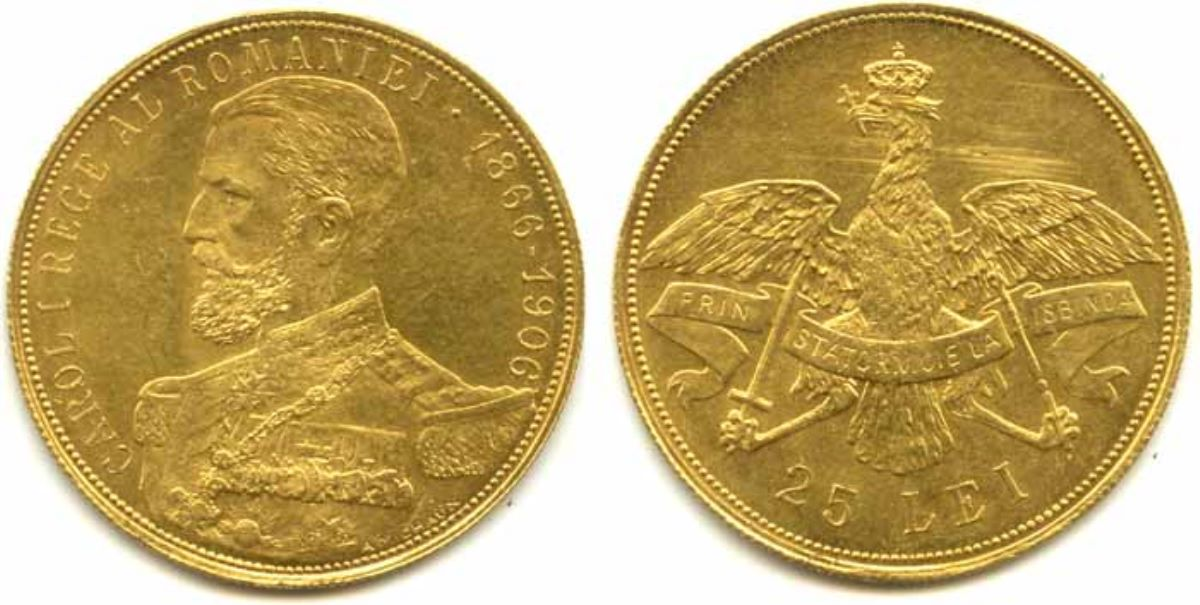
Moneda de 25 lei din 1906

Cu ocazia aniversării a 40 de ani de domnie a regelui Carol I, Camera Deputaților a dezbătut și votat în cadrul ședinței din 13/26 mai 1906 proiectul de lege privind baterea unei noi serii de monede de aur pentru uzul public, în valoare totală de 2 milioane lei. Inițial, proiectul prevedea baterea a 40.000 de monede de 10 lei, 15.000 de monede de 25 lei și 10.000 de monede de 50 lei. Ulterior, în ședința Senatului din 23 mai/5 iunie 1906, ministrul de Finanțe a propus modificarea proiectului, sugerând înlocuirea celor 40.000 de monede de 10 lei cu 32.000 de monede de 12,5 lei, precum și majorarea toleranței de la 2 la 3 la mie, argumentând că monedele nu erau destinate circulației, ci salbelor, iar aliajul trebuia să fie mai rezistent. Proiectul a fost votat și admis sub aceasta formă.
Astfel, la Monetăria Regală din Bruxelles au fost comandate monede jubiliare în valoare totală de 2.000.000 lei, constând în piese de 12½ lei, 25 lei și 50 lei, iar baterea acestora a început în iunie 1906.
Moneda era realizată din 90% aur, 8,5% argint și 1,5% cupru, avea un diametru de 30 mm și o grosime de 0,62 mm. Design-ul acesteia era asemănător cu cel al monedei de 12½ lei, astfel că aversul prezenta efigia regelui Carol I în uniformă de mare ținuta, încojurat de textul CAROL I REGE AL ROMANIEI • 1866-1906, totul într-un cerc perlat. Sub efigie, în partea dreaptă, se găsea incus textul A. MICHAUX, reprezentând numele gravorului. Reversul înfățișa o acvilă asemănătoare cu cea prezentă pe Ordinul „Carol I”. Aceasta era încoronată, cu o cruce în cioc și ținea în gheare un sceptru și o sabie, care fixau un sul sub aripi, pe care era inscripționat textul PRIN STATORNICIE LA ISBINDA. Sub acvilă se găsea valoarea nominală, 25 LEI, iar întreaga compoziție era înconjurată de un cerc perlat. Muchia monedei era zimțată. Tirajul acesteia a fost de 24.000 de exemplare. Moneda a fost pusă în circulație la data de 19 decembrie 1906/1 ianuarie 1907, împreună cu moneda de 12½ lei.
Conform presei vremii, țăranii aveau obiceiul de a tezauriza monede străine de aur, fapt care a determinat Ministerul de Finanțe să emită, în 1906, o circulară adresată prefecturilor județene. Documentul recomanda promovarea monedelor românești de aur de 12½ și 25 lei, care puteau fi obținute de la percepțiile locale în schimbul celor vechi.

### 25 lei 1922

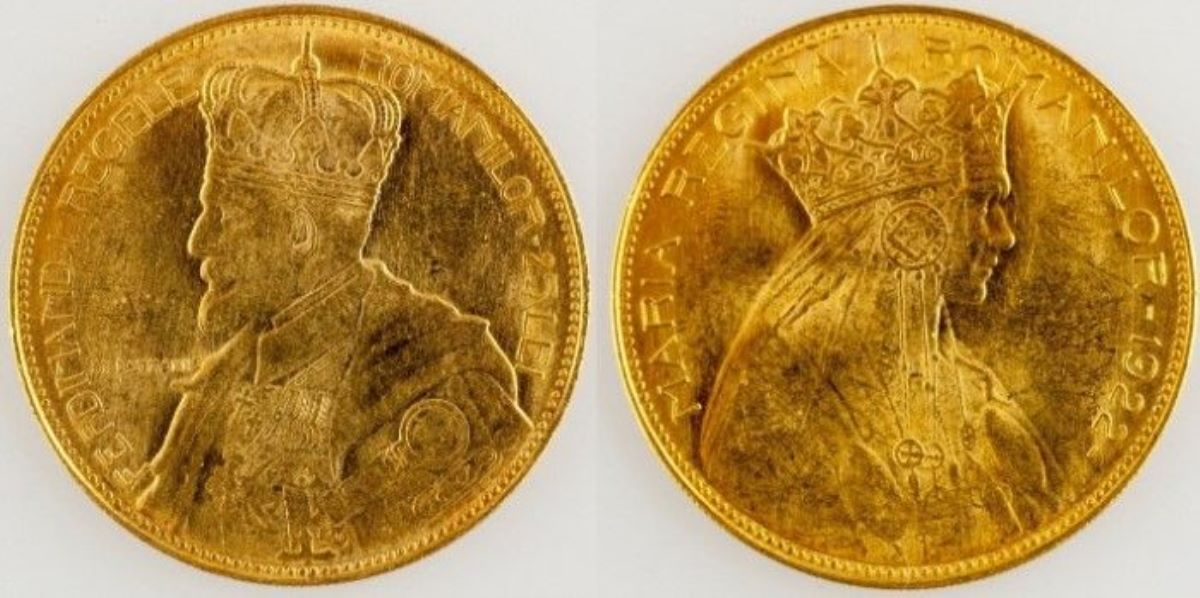
Moneda de 25 lei din 1922

Pentru a comemora 5 ani de la încoronarea de la Alba Iulia din 15/28 octombrie 1922 a regelui Ferdinand I și reginei Maria, Adunarea Deputaților și Senatul, la 24 mai 1927, au votat și adoptat proiectul de lege pentru baterea monedelor de aur cu valori nominale de 20, 25, 50 și 100 de lei, pentru o sumă totală de 18.000.000 de lei aur. Ulterior, la data de 4 iunie 1927, legea a fost sancționată de regele Ferdinand, și a fost promulgată sub titlul oficial: Lege pentru baterea monedelor de aur. Potrivit unui articol din 1928, regele Ferdinand I s-a implicat activ în stabilirea designului monedelor, în ciuda stării sale de sănătate precare, și a adus modificări cu propria sa mână primelor schițe de desen prezentate.
Legea prevedea ca moneda de aur să fie realizată în 150.000 de exemplare la Royal Mint London, materialul urmând a fi furnizat din lingourile aflate în tezaurul Bancii Naționale a României. Specificațiile prevedeau o compoziție de 90% aur, 7,5% argint și 2,5% cupru, o greutate de 8,065 grame, un diametru de 30 mm și muchia zimțată. Aversul monedei trebuia să înfățișeze efigia regelui Ferdinand I în costum de încoronare, însoțită de inscripția FERDINAND I REGELE ROMANILOR și valoarea nominală, 25 LEI, iar reversul efigia reginei Maria, de asemenea în costum de încoronare, cu inscripția MARIA REGINA ROMANILOR și anul 1922. De asemenea, muchia trebuia să fie zimțată. Baterea trebuia să fie conformă unor modele originale aprobate de Ministerul Finanțelor, iar după terminarea baterii modelele originale urmau a fi predate Ministerului, iar matrițele trebuiau distruse.
La 20 iulie 1927 regele a murit, iar monedele au fost emise postum, în 1928, conform prevederilor legii din 1927, astfel că aversul înfățișa efigia regelui Ferdinand I în costum de încoronare, înconjurat de inscripția FERDINAND I REGELE ROMANILOR - 25 LEI, iar în stânga, în dreptul umărului, se găsea inscripția P.M.DAMMANN, numele gravorului, Paul-Marcel Dammann, totul fiind într-un cerc perlat. Reversul prezenta efigia reginei Maria, de asemenea în costum de încoronare, înconjurată inscripția MARIA REGINA ROMANILOR - 1922 -, totul într-un cerc perlat.
Monedele au fost recepționate de Banca Națională la sfârșitul lunii septembrie 1928 și nu au fost destinate circulației, pentru a se evita acapararea și specularea acestora și au fost rezervate, inițial, unui număr limitat de persoane: marii demnitari ai țării și colecționarii, în schimbul unei valori echivalente în aur, constând în monede românești, din seriile vechi, sau străine. Această decizie a fost criticată pentru că putea, paradoxal, să provoace exact efectul pe care autoritățile încercau să-l evite: acapararea și specularea lor.
Totuși, acestea au putut fi obținute de doritori în schimbul unei valori echivalente în monede din aur ce se aflau pe atunci în circulație, precum napoleoni, mărci germane, lire turcești sau sterline etc.
Un alt argument pentru care acestea nu puteau fi puse în circulație este faptul că valoarea materialului depășea valoarea nominală, un kilogram de aur fiind cotat în iunie 1928 la 108.679 lei.
Aceasta a reprezentat ultima emisiune a unei monede de 25 de lei. Valoarea nominală a fost reintrodusă în timpul regimului comunist, sub formă de bancnotă, în 1952 și 1966.